# 松田優佑
松田 優佑（まつだ ゆうすけ、2005年3月6日 - ）は、日本の元子役。大阪府出身。

## 出演

### 映画
- おかあさんの木（2015年、磯村一路監督、配給：東映） - 田村一郎 役（幼少期）
- いつまた君と～何日君再来～（2017年、深川栄洋監督、配給：ショウゲート） - 芦村昇 役（幼少期）
- おっさんのケーフェイ（2017年、谷口恒平監督、配給：インターフィルム）- 青木ヒロト 役[1]
- 明日へ 戦争は罪悪である（2017年、藤嘉行監督）[2] - 尾藤純次 役（少年期）
- 菊とギロチン（2018年、瀬々敬久監督、配給：トランスフォーマー）

### CM
- ディズニーライブ！ ザ・マジックショー（2014年 - ）
- 東芝エレベータ「エレベーターあべのハルカス」一番にのぼろう編 （2016年 - ）

### ドラマ
- NHK BSスペシャルドラマ『龍馬の遺言』 2017年12月29日
- NHK 木曜時代劇『ちかえもん』 - ちかえもん 役（幼少期）
- NHK BS時代劇『ぼんくら2』 - 小坊主 役
- CX 金曜プレミアム『鬼平犯科帖 THE FINAL　前編 五年目の客』 - 小坊主 役
- NHK 連続テレビ小説『マッサン』第33話 - 生地屋の息子 役
- CX 金曜プレステージ『剣客商売～鬼熊酒場～』 - 小坊主 役
- NHK BS時代劇『大岡越前4』 - 小坊主 役
- NHK 連続テレビ小説『ごちそうさん』
- ABC ドラマスペシャル『二十四の瞳』[3] -  1年生:竹下竹一 役
- 『ピロートーク〜ベッドの思惑〜』 第11話「永遠の週末」 - 基樹 役 2012年12月13日

### 舞台
- 少女探偵あやか「アマゾンの大王魚ピラルク」[4]（2014年、石田アキラ監督） - 伴内 役

### WEB
- 「鬼の人美に涙」webドラマ（石田アキラ監督） - 元町けんた 役
- WAY BEE  シャンプー  初回PV